# Takehiro Hayashi
Takehiro Hayashi (林 威宏 Hayashi Takehiro?, nacido el 23 de enero de 1976 en Chiba) es un exfutbolista japonés. Jugaba de delantero y su último club fue el Tokushima Vortis de Japón.

## Trayectoria

### Clubes
| Club             | País  | Año         |
| ---------------- | ----- | ----------- |
| Tokushima Vortis | Japón | 1998 - 2006 |